# Liste der Baudenkmäler in Schwanfeld
Auf dieser Seite sind die Baudenkmäler in der unterfränkischen Gemeinde Schwanfeld zusammengestellt. Diese Tabelle ist eine Teilliste der Liste der Baudenkmäler in Bayern. Grundlage ist die Bayerische Denkmalliste, die auf Basis des Bayerischen Denkmalschutzgesetzes vom 1. Oktober 1973 erstmals erstellt wurde und seither durch das Bayerische Landesamt für Denkmalpflege geführt wird. Die folgenden Angaben ersetzen nicht die rechtsverbindliche Auskunft der Denkmalschutzbehörde.
 Diese Liste gibt den Fortschreibungsstand vom 8. März 2024 wieder und enthält 29 Baudenkmäler.

## Baudenkmäler nach Gemeindeteilen

### Gehringsmühle
| Lage                       | Objekt                               | Beschreibung | Akten-Nr.     | Bild |
| -------------------------- | ------------------------------------ | --- | ------------- | ---- |
| Gehringsmühle 2 (Standort) | Bildstock                            | Rocaillegerahmter Reliefaufsatz mit Eisenkreuzbekrönung und Dreifaltigkeitsdarstellung, Rückseite mit Pietà, auf Vierkantschaft über Tischsockel mit Inschriftenkartusche, Sandstein, bezeichnet „1778“ | D-6-78-175-28 | BW   |
| Mühllöchlein (Standort)    | Bildstock, sogenannte Metzgersmarter | Mit gewundener weinumrankter Säule, rundbogiger Aufsatz mit Reliefs der Kreuzigung, des Schweißtuch und an den Schmalseiten Heiligen, um 1700                                                           | D-6-78-175-30 | BW   |

### Heiligenthal
| Lage                                       | Objekt                                                                         | Beschreibung | Akten-Nr.     | Bild           |
| ------------------------------------------ | ------------------------------------------------------------------------------ | --- | ------------- | -------------- |
| Heiligenthal 1, In Heiligenthal (Standort) | Ehemalige Klosterkirche St. Markus des Zisterzienserinnenklosters Heiligenthal | Klostergründung 1234, zweigeschossiger, langgezogener Saalbau mit leicht eingezogenem Chor und Nonnenempore, sowie Satteldach und barockem Dachreiter, frühgotisch, um 1250 bis um 1290, westlicher Teil der Klosterkirche nach Klosterauflösung als Speicherbau profaniert, um 1579 | D-6-78-175-24 | weitere Bilder |
| In Heiligenthal (Standort)                 | Ehemaliger Kreuzganghof                                                        | Einfriedung mit Mauerresten der ehemaligen Klosteranlage, Bruchsteinmauerwerk, wohl 14./15. Jahrhundert | D-6-78-175-24 | weitere Bilder |
| In Heiligenthal (Standort)                 | Ehemaliges Verwalterhaus                                                       | Zweigeschossiger Massivbau mit Satteldach, über Eingang Echter Wappen, nachgotisch, bezeichnet „1610“, im Kern älter | D-6-78-175-24 | weitere Bilder |
| In Heiligenthal (Standort)                 | Ehem. Verwalterhaus und Stallanbau                                             | Eingeschossiger Bruchsandsteinbau auf hohem Keller-Sockelgeschoss mit Krüppelwalmdach, 1. Hälfte 18. Jhd., Stallanbau, 2. Hälfte 19. Jhd. | D-6-78-175-24 | BW             |
| In Heiligenthal (Standort)                 | Ökonomiegebäude                                                                | Zwei zusammengehörige Scheunen, große Bruchsandsteinbauten, wohl 2. Hälfte 18. Jhd. mit Satteldächern des ausgehenden 19. Jahrhunderts | D-6-78-175-24 | BW             |
| In Heiligenthal (Standort)                 | Ehemalige Wagenremise                                                          | Eingeschossiger Holzbau mit Satteldach, um 1900 | D-6-78-175-24 | BW             |
| In Heiligenthal (Standort)                 | Brunnenstock                                                                   | Sandstein, um 1900 | D-6-78-175-24 | BW             |
| In Heiligenthal (Standort)                 | Bildstockaufsatz                                                               | Reliefaufsatz mit barldachartiger Bekrönung und Pietàdarstellung, Sandstein, 18. Jahrhundert | D-6-78-175-24 | weitere Bilder |

### Schwanfeld
| Lage                                                 | Objekt                                                           | Beschreibung | Akten-Nr.     | Bild           |
| ---------------------------------------------------- | ---------------------------------------------------------------- | --- | ------------- | -------------- |
| An der Obereisenheimer Straße (Standort)             | Jüdischer Friedhof                                               | Weitläufige Anlage südlich des Ortes mit historischen Grabsteinen, angelegt unter Würzburger Herrschaft, 1579, bis 1939 aktiv genutzt | D-6-78-175-23 | weitere Bilder |
| Anlage Wengertspfad ()                               | Bildstock                                                        | nicht nachqualifiziert, im Bayerischen Denkmal-Atlas nicht kartiert | D-6-78-175-22 |                |
| Dorfstraße, Adenauerplatz (Standort)                 | Bildstock                                                        | Rundbogiger Reliefaufsatz mit Pietàdarstellung und Hl. Dreifaltigkeit, auf Rundsäule über Postament, Sandstein, 18. Jahrhundert | D-6-78-175-9  | weitere Bilder |
| Friedhofstraße 18; Am Friedhof (Standort)            | Friedhofskreuz                                                   | Kruzifix auf Postament mit Inschriftenkartusche, klassizistisch, Sandstein, bezeichnet „1809“ | D-6-78-175-21 | BW             |
| Friedhofstraße 18; Am Friedhof (Standort)            | Friedhofskreuz                                                   | Kruzifix auf Postament, Sandstein, bezeichnet „1696“ | D-6-78-175-21 | BW             |
| Hauptstraße 20 (Standort)                            | Bauernhof, Wohngebäude                                           | Zweigeschossiger, verputzter Massivbau mit Walmdachbau und geohrten Fensterrahmungen, 18. Jahrhundert | D-6-78-175-1  | weitere Bilder |
| Hauptstraße 20 (Standort)                            | Bauernhof, Scheune                                               | Eingeschossiger Hausteinmauerwerksbau mit Satteldach, wohl 18. Jahrhundert | D-6-78-175-1  | weitere Bilder |
| Hauptstraße 20 (Standort)                            | Bauernhof, ehemaliges Austragshaus bzw. Stallung                 | Zweigeschossiger Satteldachbau mit massivem Erdgeschoss und Fachwerkobergeschoss, im Kern 18. Jahrhundert, zweite Hälfte 19. Jahrhundert nach Westen verlängert | D-6-78-175-1  | weitere Bilder |
| Hauptstraße 20 (Standort)                            | Bauernhof, Hoftoranlage                                          | Fußgängerpforte mit geohrtem Gewändem Sandstein, 18. Jahrhundert | D-6-78-175-1  | weitere Bilder |
| Hauptstraße 22 (Standort)                            | Prozessionsaltar                                                 | Baldachinartiger Aufsatz mit Szene der Marienkrönung als Bekrönungsfigur, Rückwand mit Reliefdarstellung des Hl. Franziskus, auf Postament mit Inschriftenkartusche, Sandstein, bezeichnet „1779“ | D-6-78-175-2  | weitere Bilder |
| Hauptstraße 28 (Standort)                            | Bauernhof, Wohngebäude                                           | Zweigeschossiger, verputzter Fachwerkbau mit Walmdach, geohrten Fensterrahmungen und Rokokostuck, 18. Jahrhundert | D-6-78-175-3  | weitere Bilder |
| Hauptstraße 28 (Standort)                            | Bauernhof, nördliche Scheune                                     | Massivbau mit Halbwalmdach, wohl 18. Jahrhundert | D-6-78-175-3  | weitere Bilder |
| Hauptstraße 28 (Standort)                            | Bauernhof, westliches Ökonomiegebäude                            | Massivbau mit Satteldach, 18./19. Jahrhundert | D-6-78-175-3  | BW             |
| Hauptstraße 28 (Standort)                            | Bauernhof, Stall                                                 | Zweigeschossiger Walmdachbau mit massivem Erdgeschoss und Fachwerkobergeschoss, 19. Jahrhundert | D-6-78-175-3  | weitere Bilder |
| Hauptstraße 28 (Standort)                            | Bauernhof, Hoftoranlage                                          | mit Resten der Einfriedung, 18. Jahrhundert | D-6-78-175-3  | weitere Bilder |
| Jägergasse 1 (Standort)                              | Wohngebäude                                                      | Zweigeschossiger, verputzter Walmdachbau mit gusseisernem Balkon, spätklassizistisch, um 1850 | D-6-78-175-7  | weitere Bilder |
| Jägergasse 6 ()                                      | Hölzerner Hirschkopf                                             | Mit Hirschgeweih, bezeichnet „1804“; nicht nachqualifiziert | D-6-78-175-8  |                |
| Nähe Dorfstraße; Jägergasse (Standort)               | Kreuzschlepper                                                   | Figur des kreuztragenden Christus auf Knien, Sockel mit Inschriftenkartusche, auf Rundsäule über Sockel, Sandstein, bezeichnet „1718“ | D-6-78-175-6  | weitere Bilder |
| Nähe Steig (Standort)                                | Wegkreuz                                                         | Kruzifix auf Postament mit Inschriftenkartusche, auf Postament Figur der Mater Dolorosa, Sandstein, bezeichnet „1748“ | D-6-78-175-20 | BW             |
| Nähe Wipfelder Straße (Standort)                     | Ehemaliger Schüttboden des abgegangenen Schlosses, dann Brauerei | Massiver Staffelgiebelbau mit Satteldach und Kelterhaus, mit nördlichen, jüngeren Anbauten der Brauereinutzung, bezeichnet „1853“ und „1929“ | D-6-78-175-14 | weitere Bilder |
| Pfarrgasse 1 (Standort)                              | Ehemaliges Wohnstallhaus                                         | Eingeschossiger, teilweise verputzter Hausteinmauerwerksbau mit Fachwerkgiebel und Satteldach, erste Hälfte 19. Jahrhundert, unter Verwendung älterer Teile, Kellereingang bezeichnet „1710“ | D-6-78-175-10 | weitere Bilder |
| Pfarrgasse 4 (Standort)                              | Ehemaliges Wohnstallhaus, heute Bandkeramik-Museum               | Eingeschossiger, giebelständiger Fachwerkbau mit Halbwalmdach, 18. Jahrhundert | D-6-78-175-11 | weitere Bilder |
| Pfarrgasse 6 (Standort)                              | Ehemaliger Pfarrhof                                              | Pfarrhaus, zweigeschossiger, verputzter Walmdachbau, im Kern um 1800, bereits mehrfach verändert | D-6-78-175-12 | weitere Bilder |
| Pfarrgasse 6 (Standort)                              | Ehemaliger Pfarrhof                                              | Scheune, eingeschossiger Fachwerkbau mit Halbwalmdach, 18./19. Jahrhundert | D-6-78-175-12 | weitere Bilder |
| Pfarrgasse 6 (Standort)                              | Ehemaliger Pfarrhof                                              | Backhaus, kleiner, verputzter Walmdachbau, im Kern 18. Jahrhundert | D-6-78-175-12 | weitere Bilder |
| Pfarrgasse 6 (Standort)                              | Ehemaliger Pfarrhof                                              | Hoftoranlage, Fußgängerpforte mit geohrtem Sandsteingewände und Kreuzschlepperfigur, Sandstein, bezeichnet „1754“ | D-6-78-175-12 | weitere Bilder |
| Pfarrgasse 6 (Standort)                              | Ehemaliger Pfarrhof                                              | Dorfbrunnen, runde Brunneneinfassung mit auf Säulen getragenem Zwiebeldach, 18. Jahrhundert | D-6-78-175-12 | weitere Bilder |
| Raiffeisenstraße, Hauptstraße, bei Nr. 58 (Standort) | Prozessionsaltar                                                 | Rundbogiger, tonnengewölbter Nischenaufsatz auf Postament, weitreichend erneuert, Sandstein, 19. Jahrhundert | D-6-78-175-5  | weitere Bilder |
| Raiffeisenstraße, Hauptstraße, bei Nr. 38 (Standort) | Prozessionsaltar                                                 | Rundbogiger, tonnengewölbter Aufsatz mit Eisenkreuzbekrönung auf Postament, Sandstein, 19. Jahrhundert | D-6-78-175-4  | weitere Bilder |
| Rathausplatz 4 (Standort)                            | Katholische Pfarrkirche St. Michael                              | Saalbau mit eingezogenem Chor und Querhauserweiterung von 1977, sowie südlichem Chorturm mit Spitzhelm, dieser im Untergeschoss von 1537, übriger Bau bezeichnet „1605“; mit Ausstattung | D-6-78-175-13 | weitere Bilder |
| Rathausplatz 4 (Standort)                            | Kirchgadenanlage                                                 | Eingeschossige Massivbauten mit Satteldächern, bezeichnet „1737“ und „1763“ | D-6-78-175-13 | weitere Bilder |
| Schellschlag (Standort)                              | Steinkreuz                                                       | Wetterkreuz mit Wappenschild und Rosette, Sandstein, Ende 17. Jahrhundert | D-6-78-175-29 | BW             |
| Schloßgarten 1 (Standort)                            | Ehemalige Schlossgartenmauer                                     | Bruchsteinmauerwerk, teilweise modern verputzt, 18. Jahrhundert | D-6-78-175-18 | weitere Bilder |
| Wipfelder Straße 4 (Standort)                        | Prozessionsaltar                                                 | Auf Säulen getragener Nischenaufsatz mit Pietàbekrönungsfigur und Inschriftenkartusche, Rückwand mit Kreuzigungsrelief, über Tischsockel mit Inschriftenkartusche, Sandstein, bezeichnet „1704“ | D-6-78-175-15 | weitere Bilder |
| Wipfelder Straße 10 (Standort)                       | Wohngebäude                                                      | Eingeschossiger, verputzter Satteldachbau mit Volutengiebel, im Kern 17. Jahrhundert | D-6-78-175-16 | weitere Bilder |
| Wipfelder Straße 17 (Standort)                       | Ehemalige Synagoge                                               | Zweigeschossiger, verputzter Halbwalmdachbau mit giebelseitigem, modernem Anbau, im Kern von 1786 | D-6-78-175-27 | weitere Bilder |
| Wipfelder Straße 18 (Standort)                       | Wohngebäude                                                      | im Kern ehemaliges Nebengebäude des abgegangenen Schlosses, zweigeschossiger Massivbau mit Satteldach, mit Spolien des abgegangenen Schlosses (geohrte Fensterrahmungen des 18. Jahrhunderts, Wappensteine des 17./18. Jahrhunderts), im Kern 17./18. Jahrhundert, im 19. Jahrhundert Umbauten unter Spolienverwendung | D-6-78-175-17 | weitere Bilder |
| Wipfelder Straße 18 (Standort)                       | Mauer                                                            | nach Osten anschließend barocker Sockel des abgegangenen Schlosses, Bruchstein, Sandstein, 18. Jahrhundert | D-6-78-175-17 | weitere Bilder |
| Wipfelder Straße 35 (Standort)                       | Bildstockaufsatz                                                 | Vierseitiger Reliefaufsatz mit dreibogigem Abschluss und Kreuzbekrönung, Schauseite mit Kreuzigungsdarstellung, darunter Wappendarstellung, auf erneuertem Vierkantschaft und Sockel, Sandstein, bezeichnet „1619“ | D-6-78-175-19 | weitere Bilder |